# 第十七届东亚峰会
第十七届东亚峰会于2022年11月12日至11月13日在柬埔寨首都金边举行。东亚峰会是由东亚地区及其邻国的国家领导人参加的年度会议，已成为就该区域共同关心的政治、安全和经济问题进行战略对话与合作的重要平台，在区域发展建构中发挥重要作用。

## 与会成员
共有十七个国家的元首和政府首脑参加了此次峰会。2022年东亚峰会的东道主是东盟主席、柬埔寨首相洪森。由于2021年缅甸发生军事政变，东盟不允许敏昂莱与会，会议期间缅甸席位保持空缺。

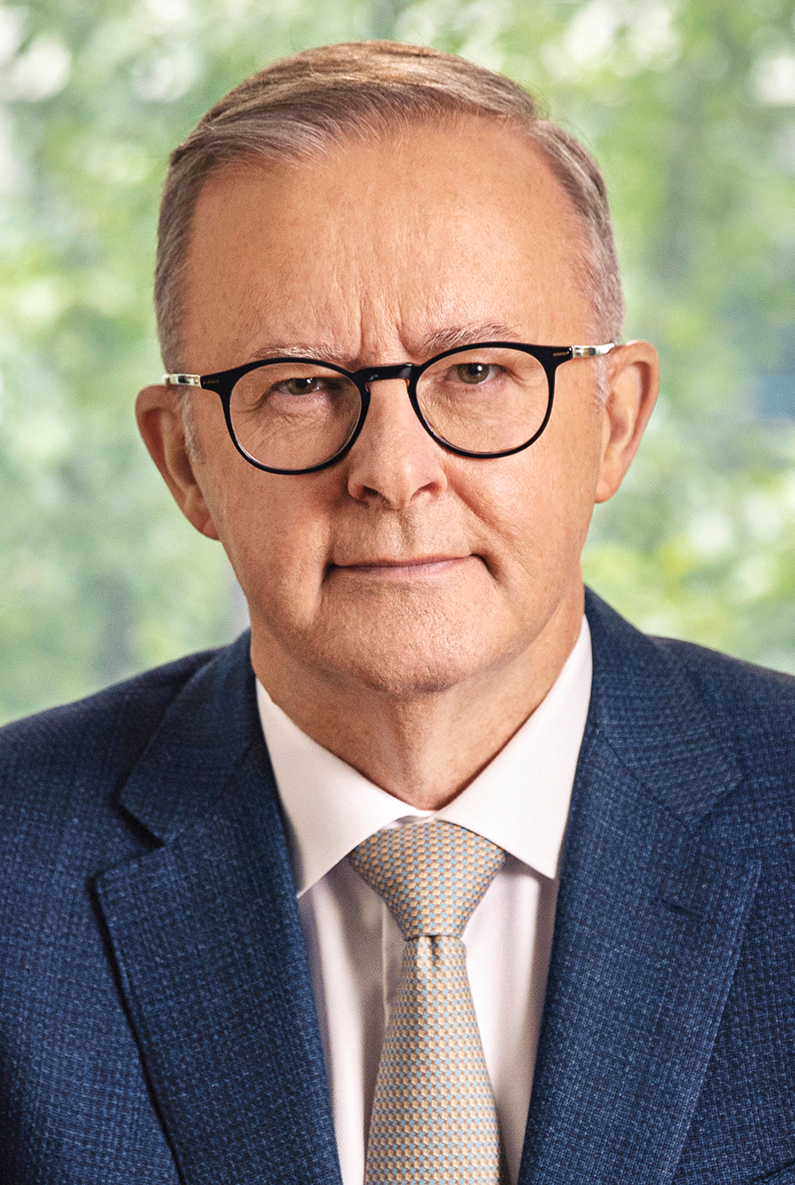
澳大利亚 总理 安东尼·阿尔巴尼斯
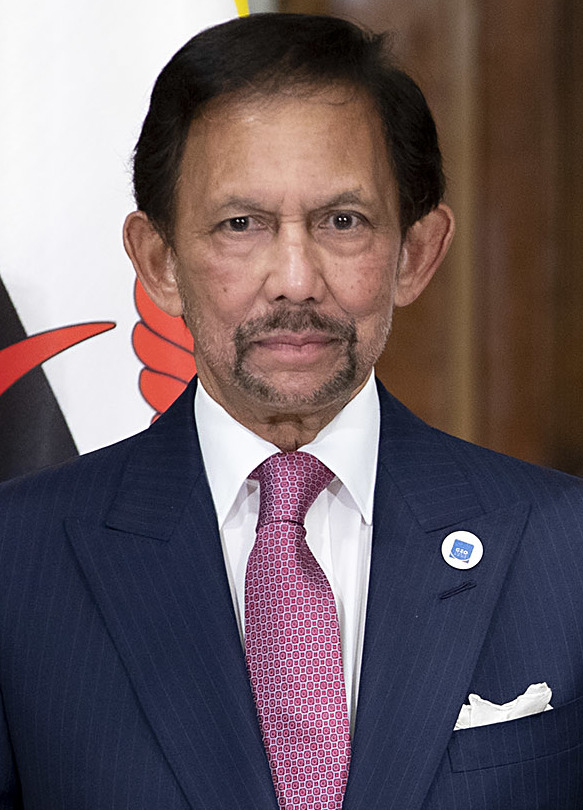
文莱 苏丹 哈桑纳尔·博尔基亚
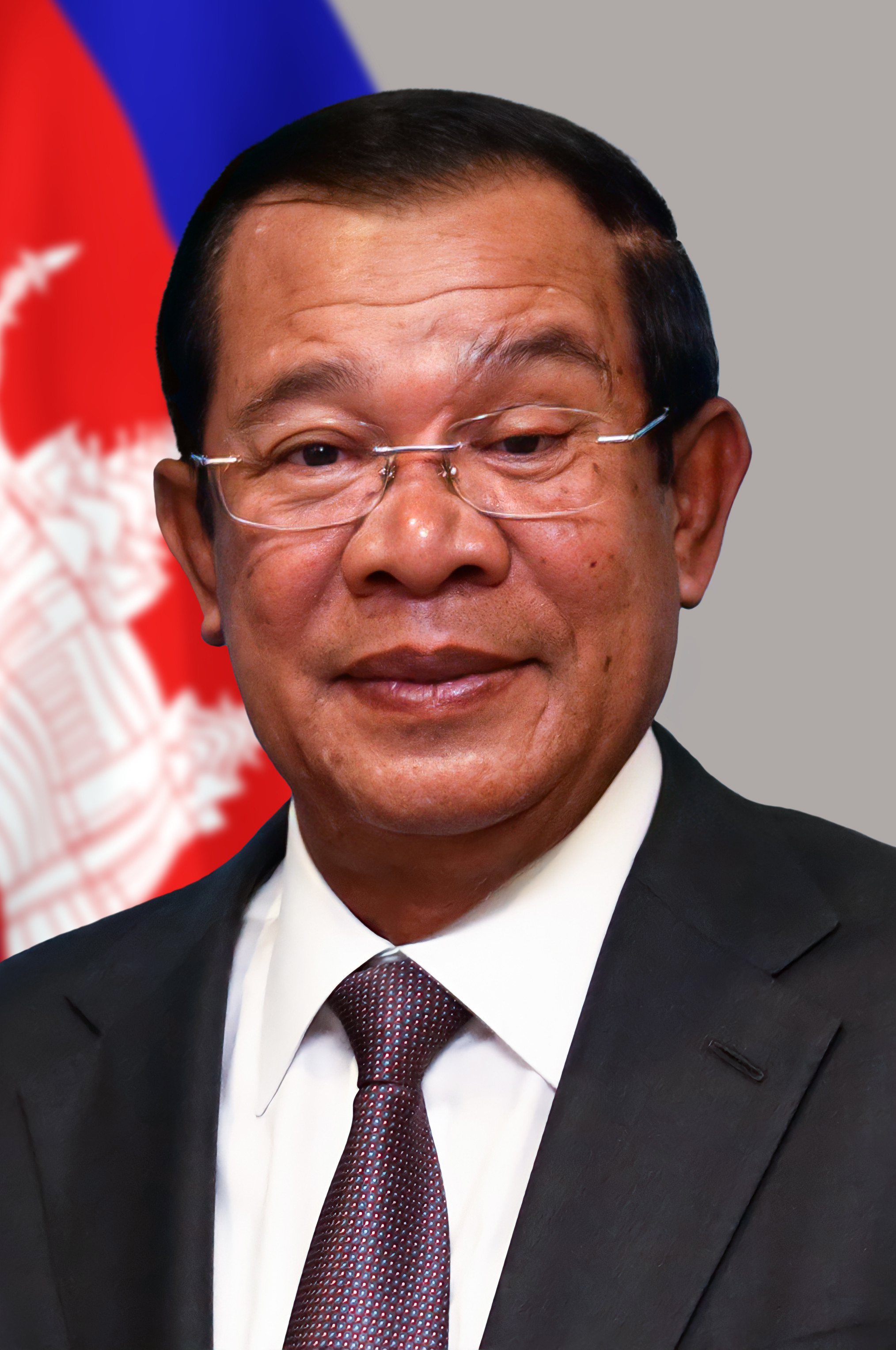
柬埔寨 首相 洪森 （主席）
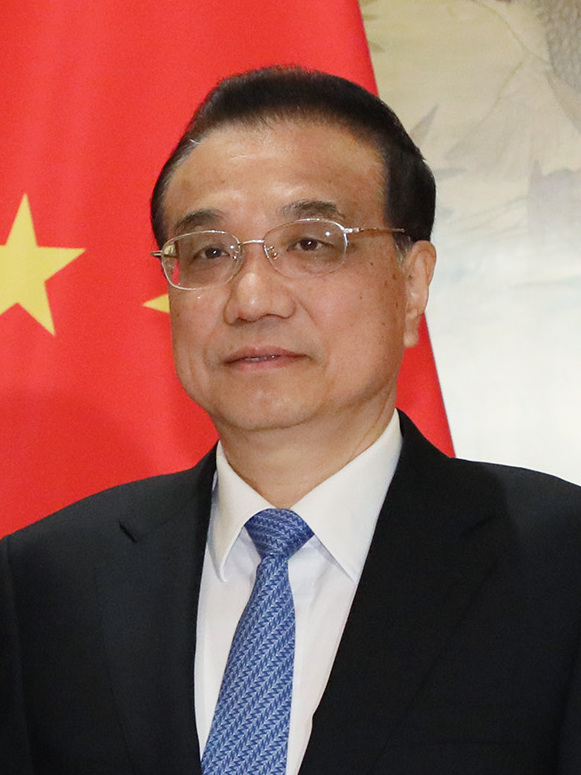
中国 总理 李克强
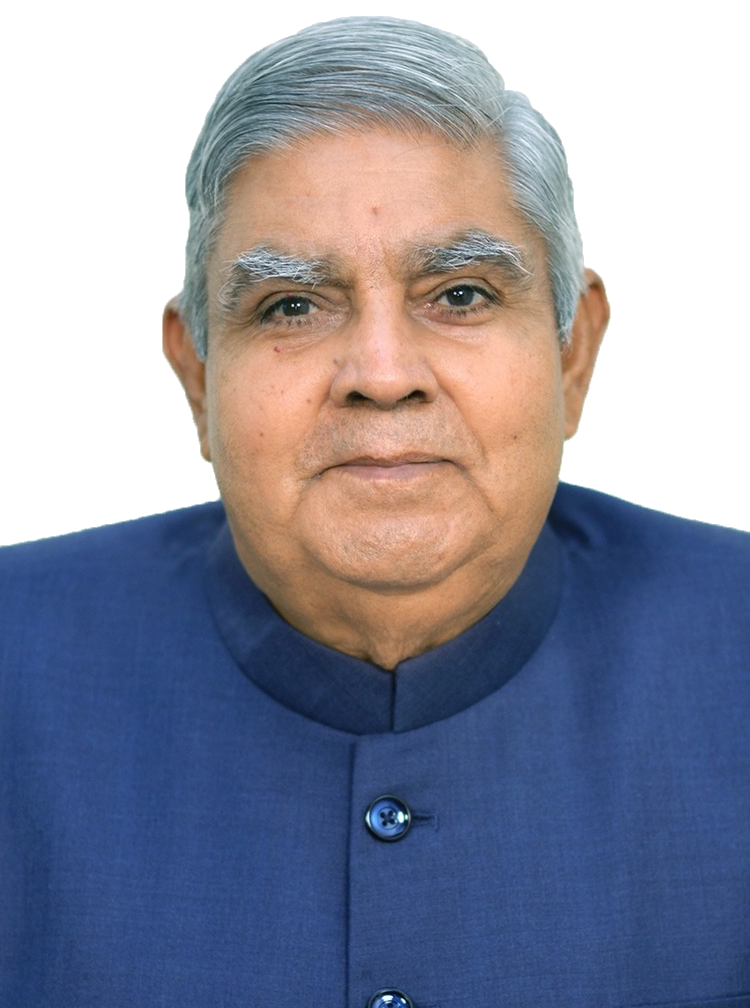
印度 副总统 賈格迪普·丹卡爾
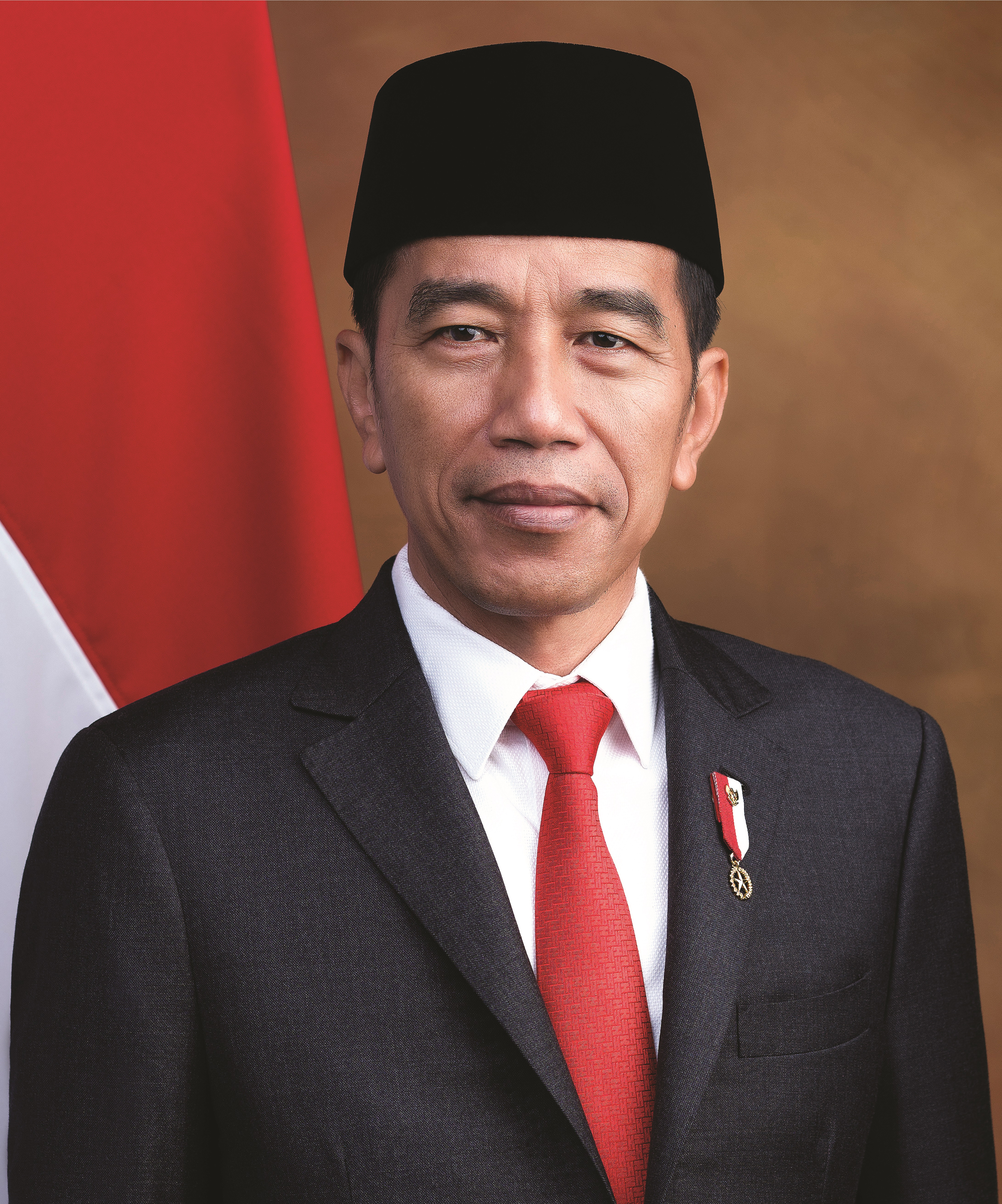
印度尼西亚 总统 佐科·维多多
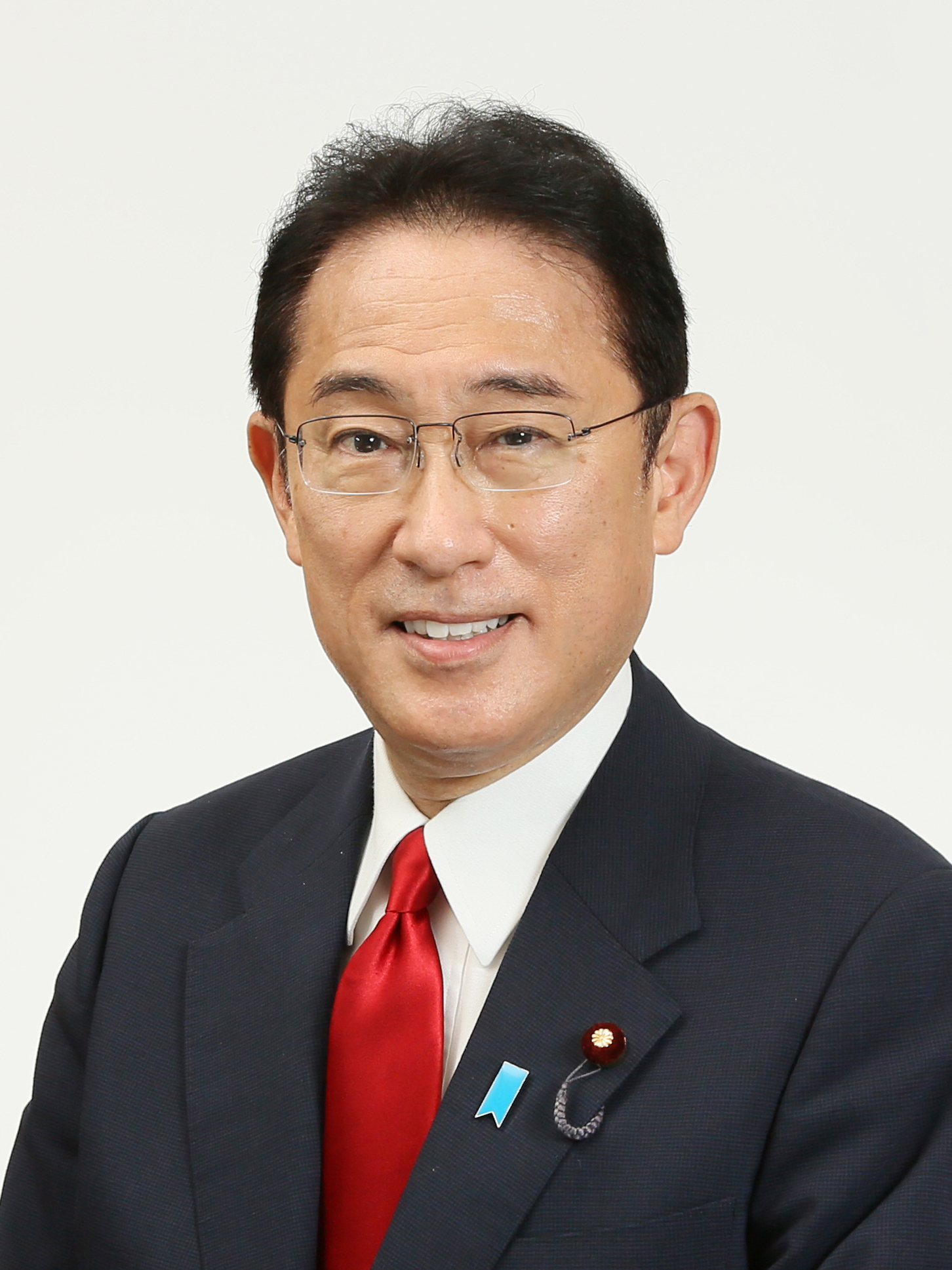
日本 首相 岸田文雄
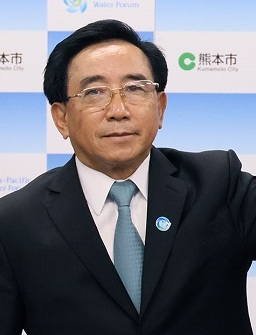
老挝 总理 潘坎·维帕万
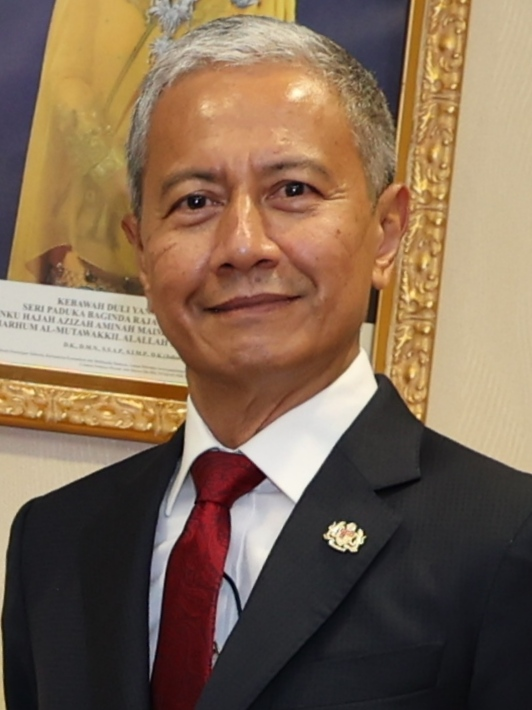
马来西亚 下议院议长 阿兹哈·阿兹占·哈仑
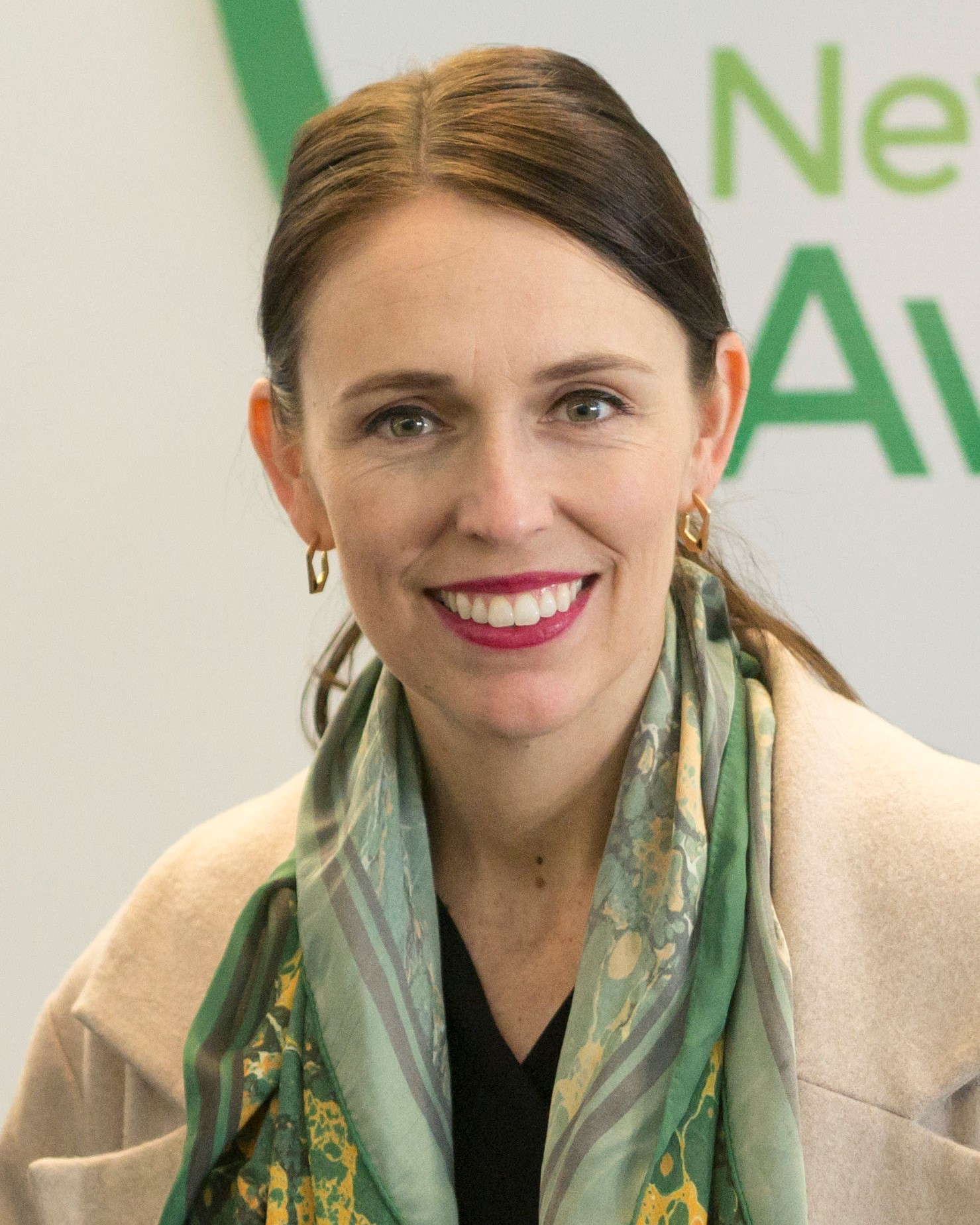
新西兰 总理 杰辛达·阿德恩
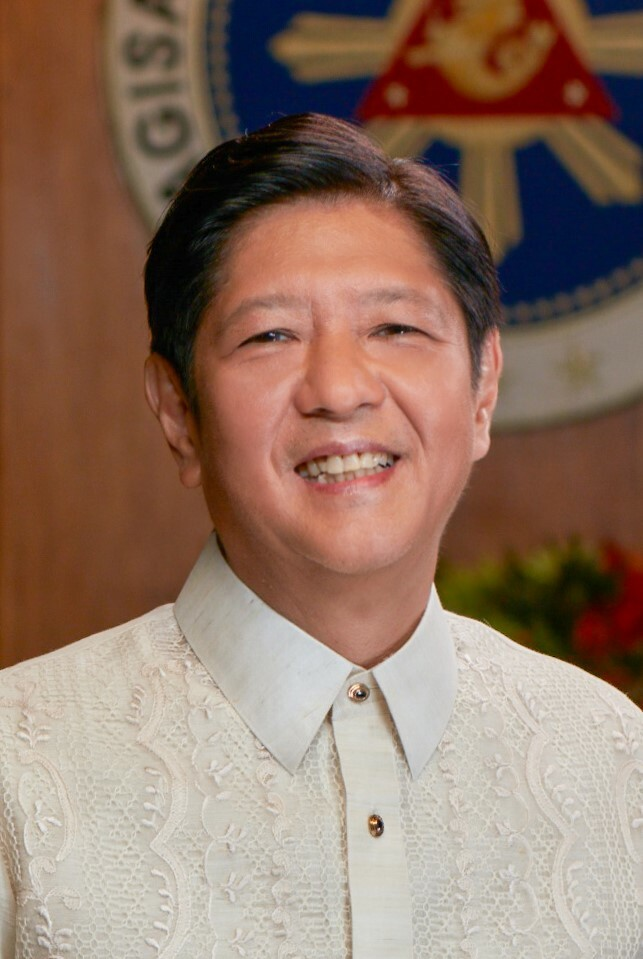
菲律宾 总统 小费迪南德·马科斯
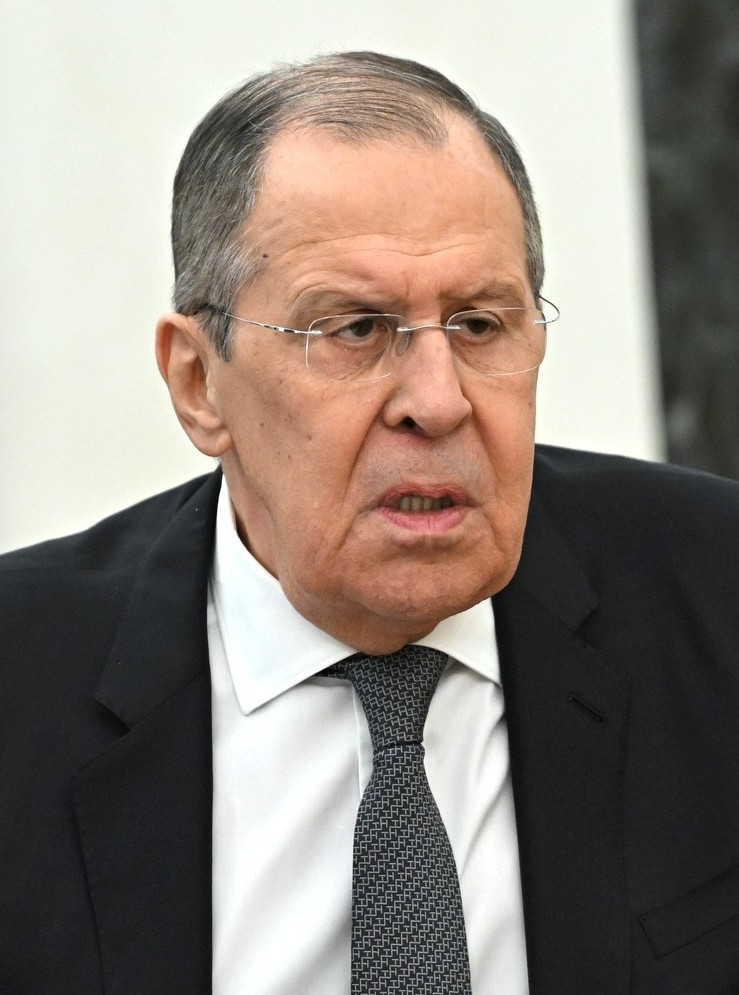
俄罗斯 外长 谢尔盖·拉夫罗夫
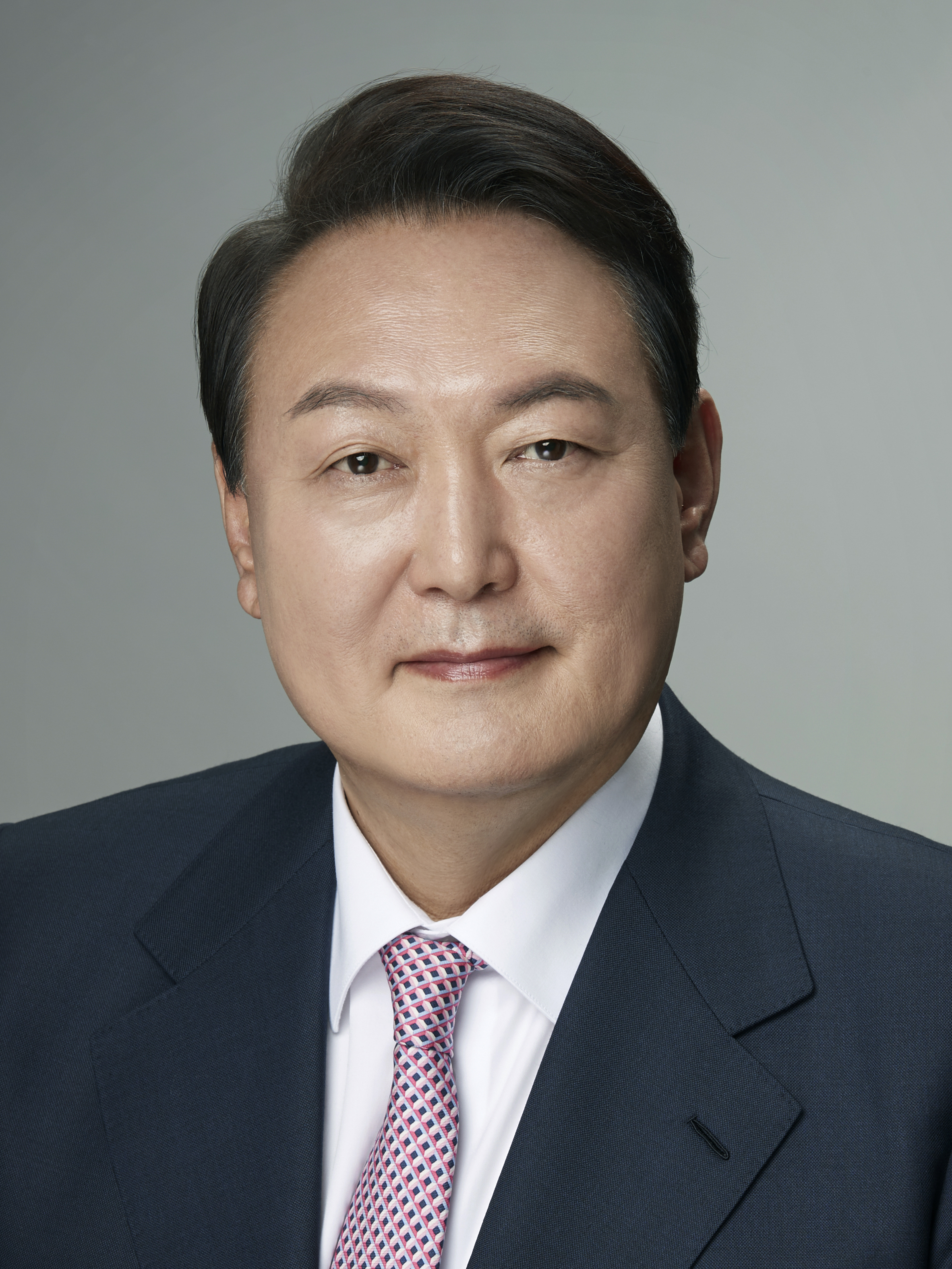
韩国 总统 尹锡悦
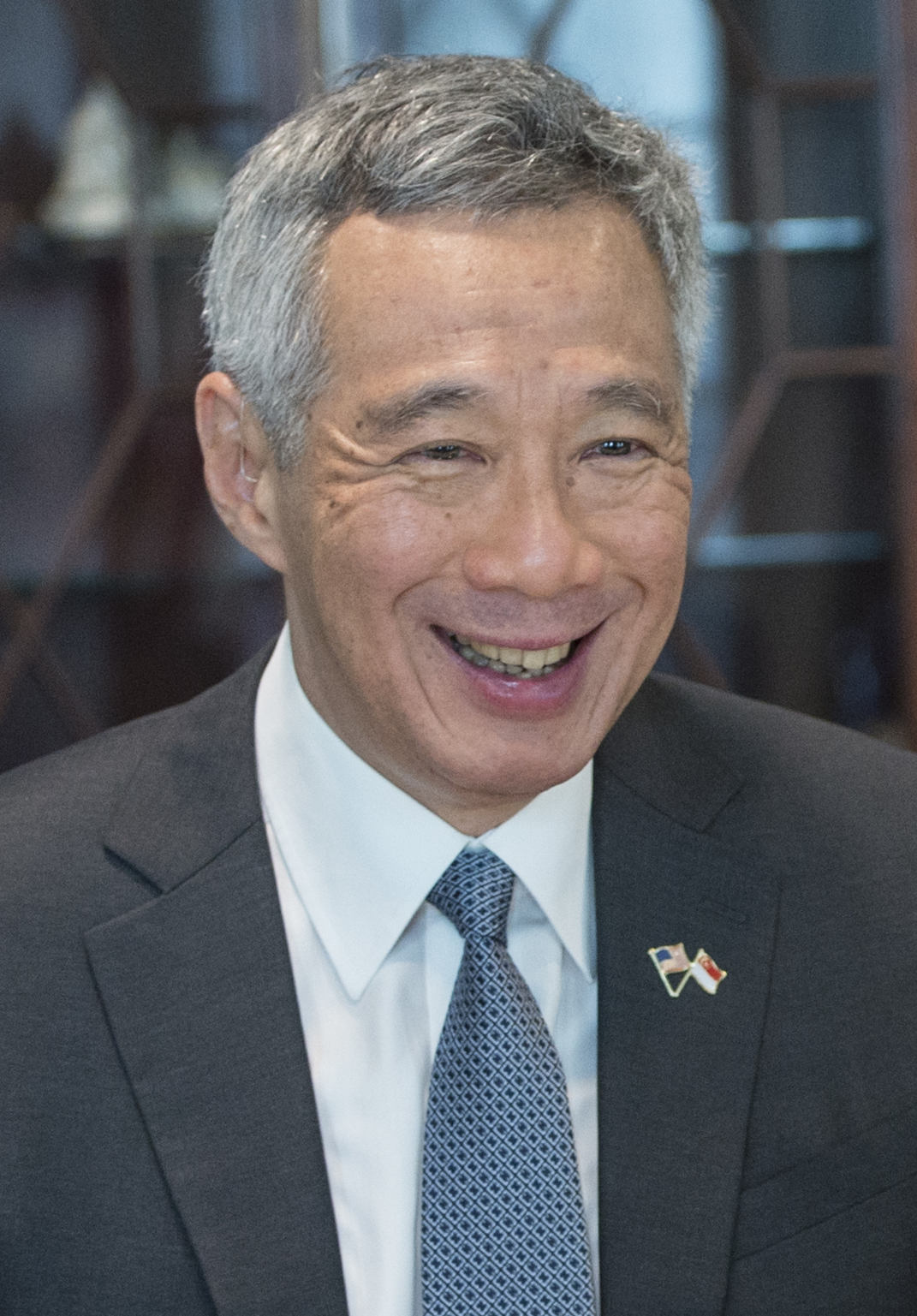
新加坡 总理 李显龙
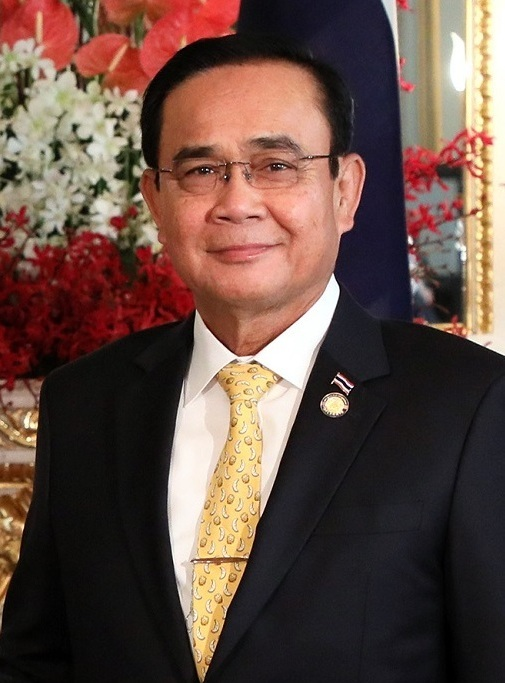
泰国 首相 巴育·占奥差
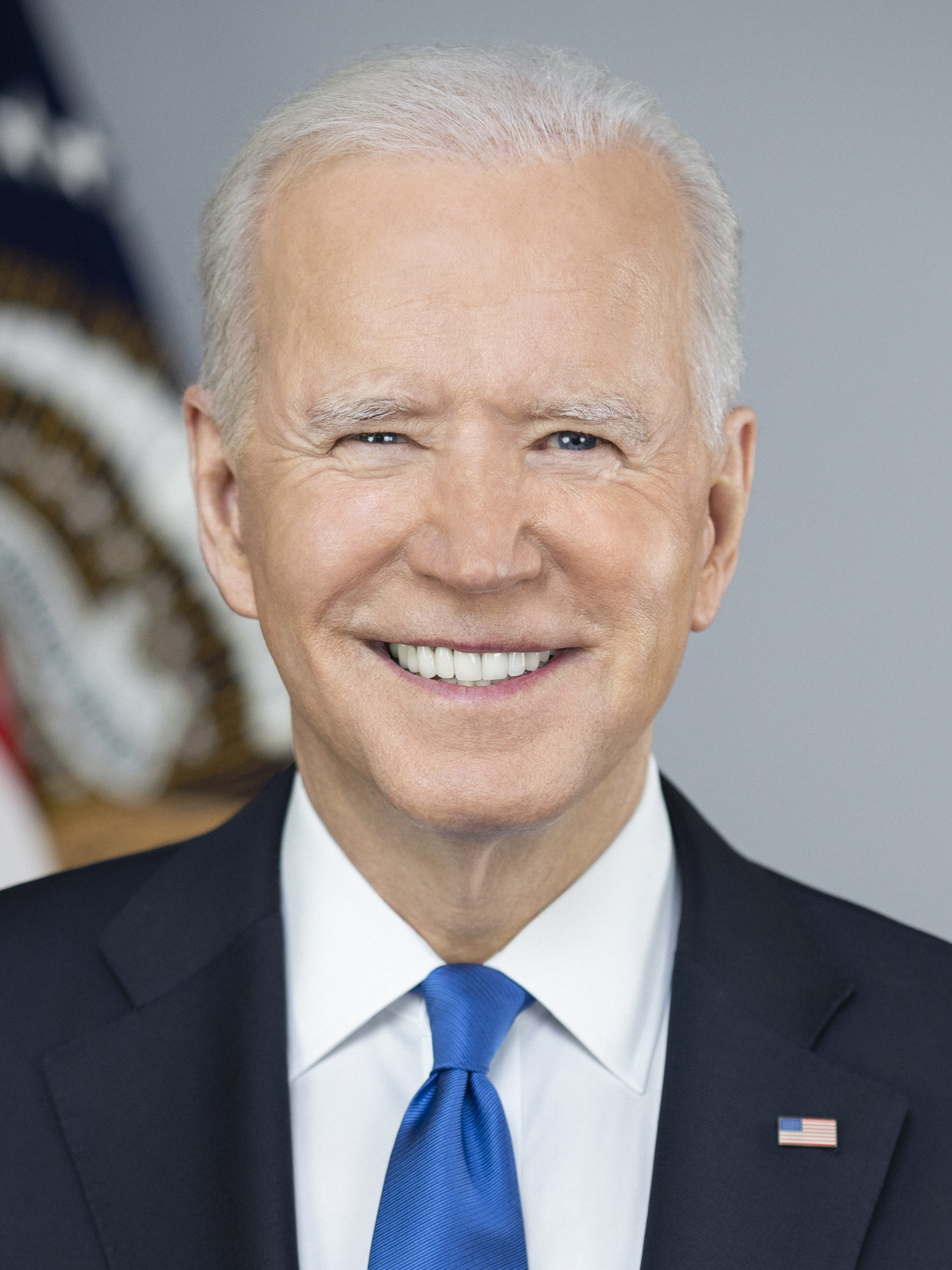
美国 总统 乔·拜登
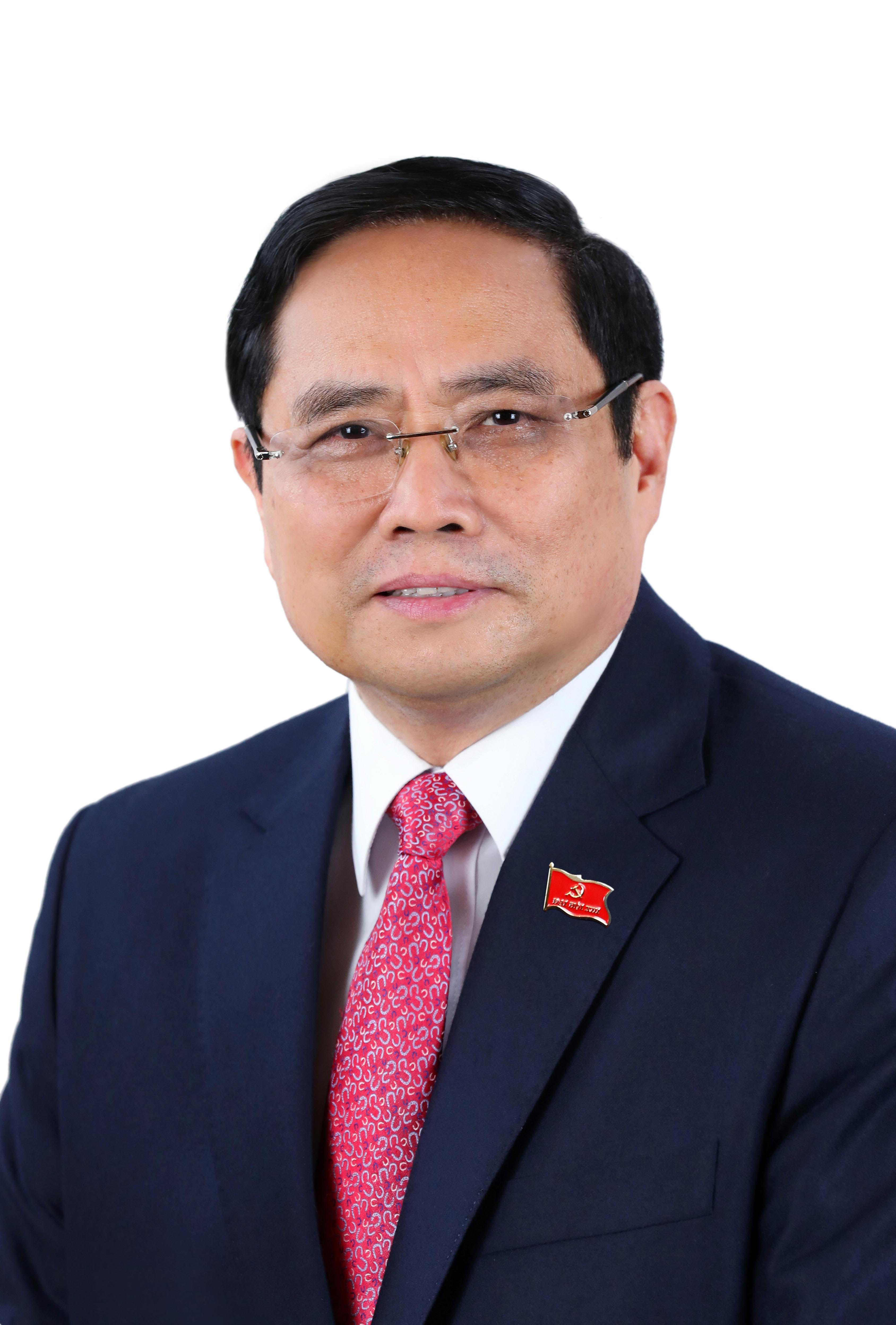
越南 总理 范明政